# John Baldwin
John Lee "Johnny" Baldwin, född 26 augusti 1949, är en amerikansk före detta boxare.
Baldwin blev olympisk bronsmedaljör i lätt mellanvikt i boxning vid sommarspelen 1968 i Mexico City.